# Сквирський район
Скви́рський райо́н — колишній район України на південному заході Київської області на правобережжі. Районний центр: Сквира. Населення становило 38 219 осіб (на 1 жовтня 2013).
Існував у 1923—1962, 1965—2020. При ліквідації у 2020 році вся територія відійшла до складу Білоцерківського району.

## Географія
Район межує з Фастівським, Білоцерківським і Володарським районом Київської області, Погребищенським районом Вінницької області, Ружинським і Попільнянським районом Житомирської області.
Сквирський район розташований у правобережній частині України на відрогах Придніпровської височини, у зоні лісостепу, басейні річки Рось та її приток Роставиці, Кам'янки, Сквирки, Березянки та інших. Його рельєф уособлює собою плато із загальним пологим напрямом у східному напрямку і має вигляд хвилястої рівнини, що посічена досить густою мережею річкових долин та їх численних допливів, балок і ярів. Річки мають відносно спокійну течію, хоча протікають серед високих берегів, їх русла перетинають греблі-загати, що утворюють стави.
Ґрунти у північній частині району — опідзолені чорноземи, а в південній частині — чорноземи малогумусні. У долинах балок і заплавах річок розповсюджені лучні і лучно-болотисті ґрунти. Вміст гумусу у верхньому родючому шарі чорноземів коливається в межах — 2,1-3,8 %. Близько половини орних площ становлять кислі ґрунти.

## Адміністративний устрій
Утворений 1923 року в складі Білоцерківської округи. У 1959 р. до Сквирського району приєднана частина ліквідованого Велико-Половецького району.
05.02.1965 Указом Президії Верховної Ради Української РСР передано Яхнівську сільраду Сквирського району до складу Фастівського району.
Адміністративно-територіально район поділяється на 1 міську раду та 27 сільських рад, які об'єднують 50 населених пунктів і підпорядковані Сквирській районній раді. Адміністративний центр — місто Сквира.

## Населення
Національний склад населення за даними перепису 2001 року:
| Національність   | Кількість осіб | Відсоток |
| ---------------- | -------------- | -------- |
| українці         | 42834          | 96,65 %  |
| росіяни          | 979            | 2,21 %   |
| білоруси         | 103            | 0,23 %   |
| турки-месхетинці | 73             | 0,16 %   |
| вірмени          | 65             | 0,15 %   |
| інші             | 266            | 0,60 %   |

Мовний склад населення за даними перепису 2001 року:
| Мова       | Кількість осіб | Відсоток |
| ---------- | -------------- | -------- |
| українська | 43162          | 97,39 %  |
| російська  | 854            | 1,93 %   |
| турецька   | 73             | 0,16 %   |
| білоруська | 51             | 0,12 %   |
| вірменська | 50             | 0,11 %   |
| інші       | 130            | 0,29 %   |

## Політика
25 травня 2014 року відбулися Президентські вибори України. У межах Сквирського району було створено 47 виборчих дільниць. Явка на виборах складала — 66,65 % (проголосували 20 944 із 31 426 виборців). Найбільшу кількість голосів отримав Петро Порошенко — 61,12 % (12 801 виборців); Юлія Тимошенко — 16,60 % (3 477 виборців), Олег Ляшко — 11,12 % (2 330 виборців), Анатолій Гриценко — 4,04 % (847 виборців). Решта кандидатів набрали меншу кількість голосів. Кількість недійсних або зіпсованих бюлетенів — 0,90 %.

## Екскурсійні об'єкти
- Історико-краєзнавчий Музей (м. Сквира)
- Млин (с. Буки)
- Погруддя В. М. Баландіну (м. Сквира)
- Погруддя Г. Д. Кошовій (с. Великополовецьке)
- Погруддя М. М. Ольшевському (с. Великополовецьке)
- Погруддя М. П. Діхтяренку (с. Чубинці)
- Церква Свято-Вознесенська (с. Кривошиїнці)
- Церква Святого Спиридона Триміунського (с. Шамраївка)
- Церква Свято-Троїцька (с. Селезенівка)